# ハルパゴシド
ハルパゴシド(Harpagoside)は、ライオンゴロシと呼ばれるゴマ科の植物が持つ天然化合物である。数百年に渡り、アフリカ南部のコイサン族が発熱、糖尿病、高血圧や様々な血液の病気等を治療するために用いてきた薬効成分である。

## 生合成

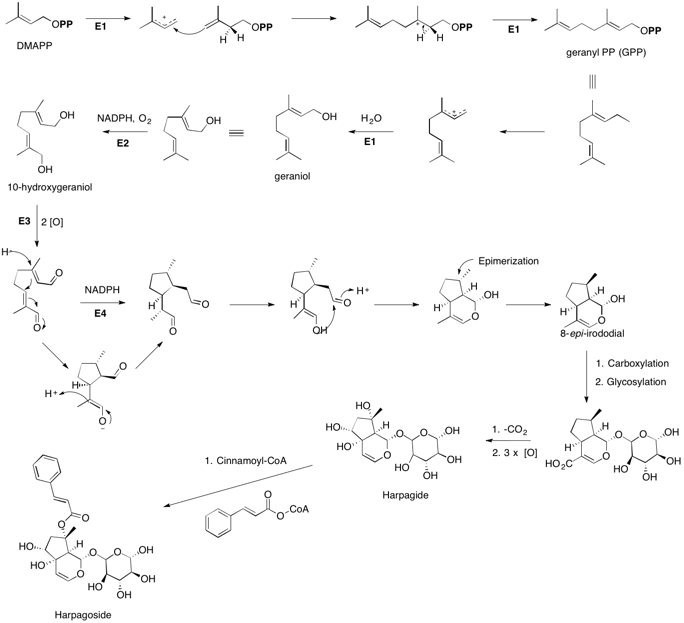
ハルパゴシドの生合成経路

ハルパゴシドはメバロン酸経路で合成され、真核生物、古細菌や一部の細菌が持つイリドイド配糖体に分類される。イリドイドが持つイリダン骨格はモノテルペノイドに由来し、六員環の酸素複素環と融合したシクロペンタン環を含む。イリドイド類は、ゲラニルピロリン酸からゲラニオール二リン酸シンターゼ(E1)によって合成される化合物であるゲラニオールに由来する。その後、P450型の酵素であるゲラニオール-8-ヒドロキシラーゼ(E2)がゲラニオールを8位でヒドロキシル化し、8-ヒドロキシゲラニオールを生成する。このジオールは、その後、二段階で酸化される。8-ヒドロキシゲラニオールデヒドロゲナーゼ(E3)により、ジアルデヒドである8-オキソゲラニアールが生成し、これがNADPH触媒のモノテルペンシクラーゼ(E4)により、3種類のイリドジアール異性体となる。セコロガニン及びさらに下流のアルカロイドへの分岐前駆体であるイリドトリアールへとさらに酸化される代わりに、ケト型がヘミアセタールと均衡し、異性化して8-エピ-イリドジアールを形成する。カルボキシル化と続くグリコシル化により、配糖体が形成される。その後に脱炭酸と3度のP450型酸化が起こり、ハルパギドが形成される。3-ヒドロキシル位のシンナモイルエステル化により、天然化合物のハルパゴシドが形成される。

## 生物活性
ハルパゴシドは、リウマチ治療のための伝統薬として広く用いられている。研究により、抽出物は高い抗炎症薬及び鎮痛薬としての作用を持つことが明らかとなっている。ハルパゴシドの薬理に関する15の研究の評価では、毎日最低50mgの摂取により、関節炎に対して効果があるという結論が得られた。また臨床研究により、股関節または膝関節の変形性関節症患者の60%において、痛みがより緩和されたことが確認されている。生化学的研究により、純粋なハルパゴシドの作用機構が明らかとなり、アラキドン酸経路のシクロオキシゲナーゼ1及び2（COX-1/2）を適度に抑制し、全体としてヒト血液中での一酸化窒素の生成に影響を与えることが示された。COX-1/2は、アラキドン酸経路のキー酵素で、関節リウマチの治療においてこの酵素の阻害が重要であることが示されている。